# Jacqueline Bobak
Jacqueline Bobak es una mezzosoprano estadounidense. Enseña en el Instituto de California de las Artes.

## Carrera académica
Bobak posee un bachelor en música por la Universidad del Norte de Illinois y M.Sc. y Ph.D. por la Universidad de Illinois en Urbana-Champaign en el área metropolitana de Champaign-Urbana. Es artista residente en la Universidad de Illinois.
Bobak es vicedecana y jefa del programa de voz en la Escuela de música del Instituto de las Artes de California, donde, desde 1991, enseña. Ha sido profesora en el Seminario de verano en el Instituto Lake Placid; en International Latvian Young Musicians' Master Classes en Ogre, Letonia; y en universidades de Europa y EE. UU.

## Performance
Bobek ha desarrollado una carrera modestamente exitosa desde principios del siglo XXI, cantando ópera y música de cámara;  especializada en música contemporánea y repertorio de vanguardia.  Ha aparecido con el CalArts New Century Players, con la California E.A.R. Unit, con Fénix Eléctrico y con Xtet, e hizo sus primeras performances con William Brooks, Ivo Medek, Frederic Rzewski, Wadada Leo Smith, y Chinary Ung.
Ha actuado con performances que incluyen The Hollywood Bowl, Sala de Concierto de Walt Disney, el Museo de Arte del Condado de Los Ángeles, y el Getty Center.
Ha participado en el Proyecto "Vir2Ual Cage" multimedia en performances con John Cage, y en las series de "Green Umbrella" (Paraguas Verde) de la Orquesta Filarmónica de Los Ángeles.